# Bagrichthys micranodus
Bagrichthys micranodus là một loài cá lăng đặc hữu của Indonesia, được tìm thấy ở phía tây đảo Borneo. Loài này có thể dài tới 18.5 cm.